# The Orchard (Queens)
The Orchard, auch 42-02 Orchard Street, ist ein in Bau befindlicher Wolkenkratzer im Stadtbezirk Queens in New York City, Vereinigte Staaten. Der Wohnturm ist seit Juli 2024 mit seinen rund 250 Metern das höchste Gebäude in Queens und das zweithöchste auf der Insel Long Island.

## Beschreibung
Der Wolkenkratzer befindet sich im Zentrum des Stadtteils Long Island City an der Jackson Avenue zwischen der Queens Street und der Orchard Street unweit der Queensboro Bridge. Er nimmt einen ganzen Stadtblock ein, der südöstlich von dem Bahngelände „Sunnyside Yard“ mit den Gleisanlagen von Long Island Rail Road (LIRR) begrenzt ist. Nachbargebäude sind die Wolkenkratzer Eagle Lofts und 1 Jackson Park. Ein Block nordöstlich liegt die U-Bahn-Station Queens Plaza der New York City Subway, wo die Linien  verkehren.
Der Wohnturm wurde von dem Architekturbüro Perkins Eastman entworfen und erreicht mit insgesamt 70 Stockwerken eine Gesamthöhe von 250,8 Metern (823 Fuß). Damit löst er den Skyline Tower (237 m) als bis dahin höchstes Gebäude in Queens ab. Das Bauwerk hat eine blaue Glas- und Metallfassade mit einzelnen vertikalen Reihen von Balkonen. Das fünfstöckige Podium ist mit dunkelbraunen Ziegeln verkleidet. Dort sind 1200 m² Einzelhandel sowie Freizeiteinrichtungen untergebracht. Der Wolkenkratzer wird nach seiner Fertigstellung 824 Mietwohnungen, davon 248 Sozialwohnungen beherbergen. Für die Bewohner stehen unter anderem eine rund um die Uhr besetzte Lobby, ein Fitnesscenter, ein Indoorpool, ein Spa mit Dampfbad und Sauna, ein Basketballplatz, ein Multisportsimulator, ein Kinderspielzimmer, ein Fahrradabstellraum, ein 185 m² großer Paketraum und eine Skyline Lounge in der 70. Etage zur Verfügung. Richtung Gleisanlagen schließt sich an der Rückseite des Turms ein zweistöckiges mit denselben Ziegeln wie das Podium verkleidetes Parkhaus mit 207 geschlossenen Stellflächen an. Auf dem knapp 5600 m² großen Dach des Parkhauses ist die größte private, begrünte Dachterrasse der Stadt mit Annehmlichkeiten, darunter ein Swimmingpool, ein Schachbrett in Lebensgröße und drei Pickleball-Plätze für die Bewohner angelegt. Der Zugang zur Terrasse befindet sich in der zweiten Etage des Wohnturms.
Der Baubeginn von The Orchard erfolgte im Jahr 2022. Bauherr ist das Investmentunternehmen BLDG Management Company. Im Juli 2024 erreichte das Bauwerk seine Endhöhe. Die Fertigstellung des Wohnturms ist für das erste Quartal 2026 geplant.

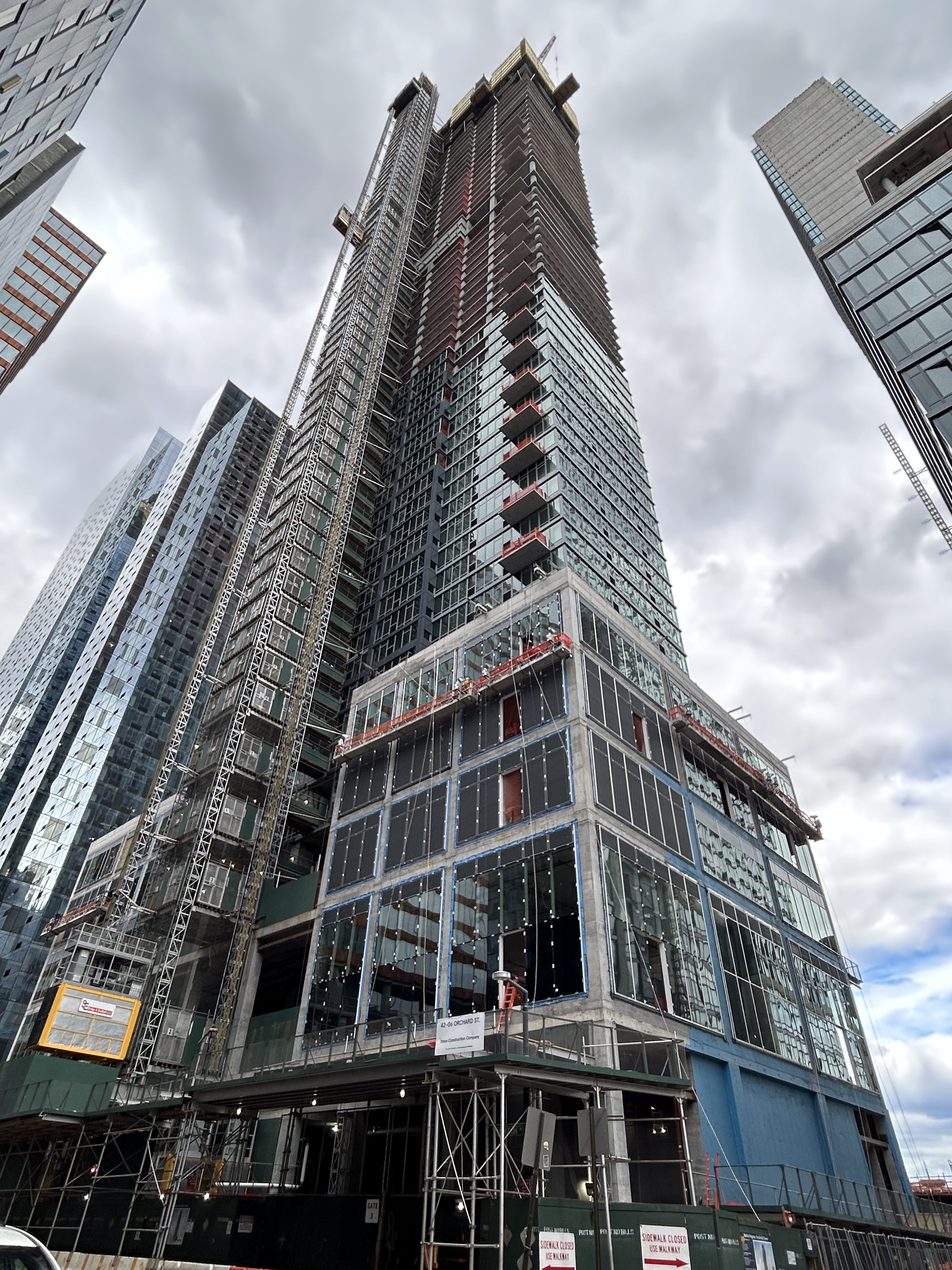
Bauphase im April 2024

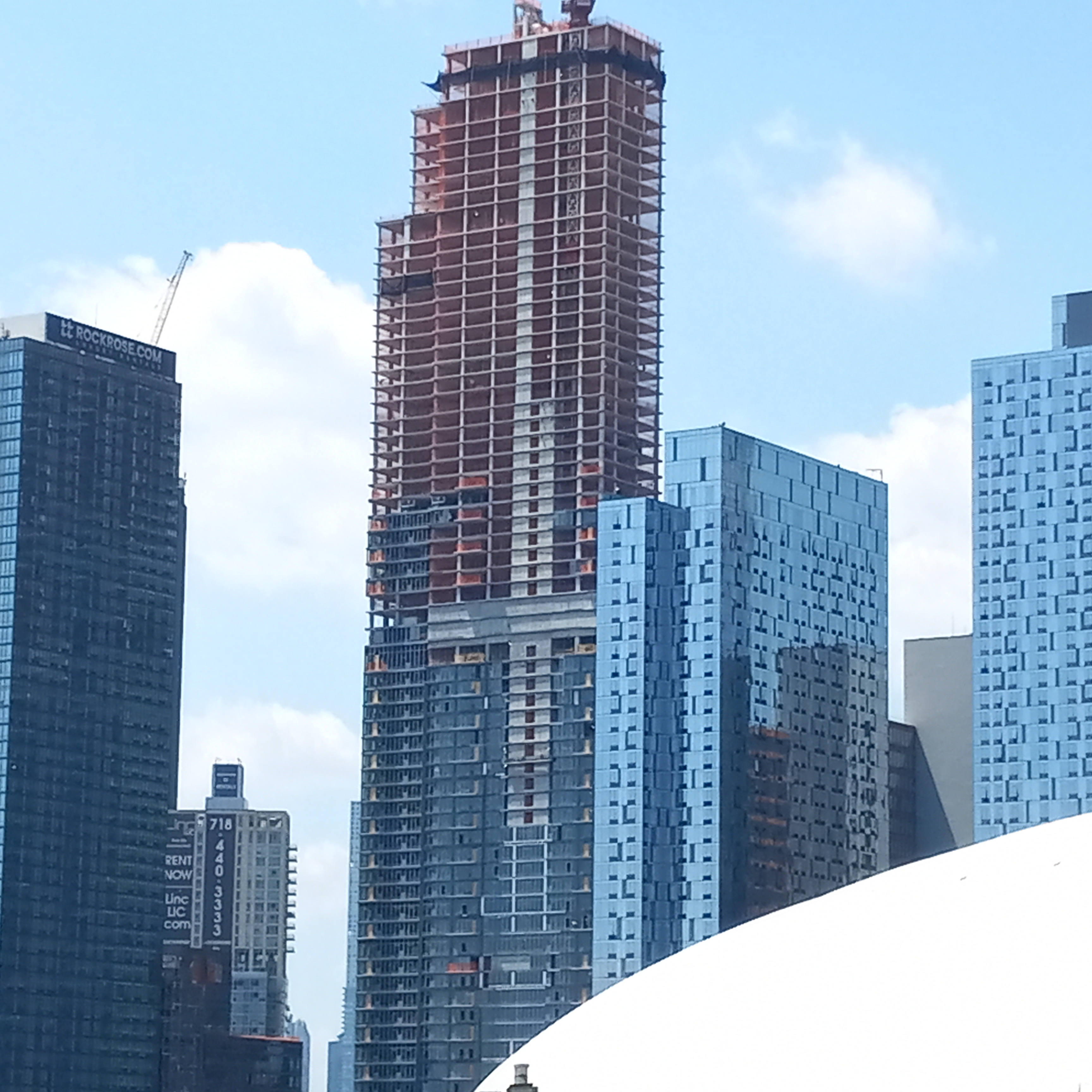
Baufortschritt im Juni 2024